# محمد توبال

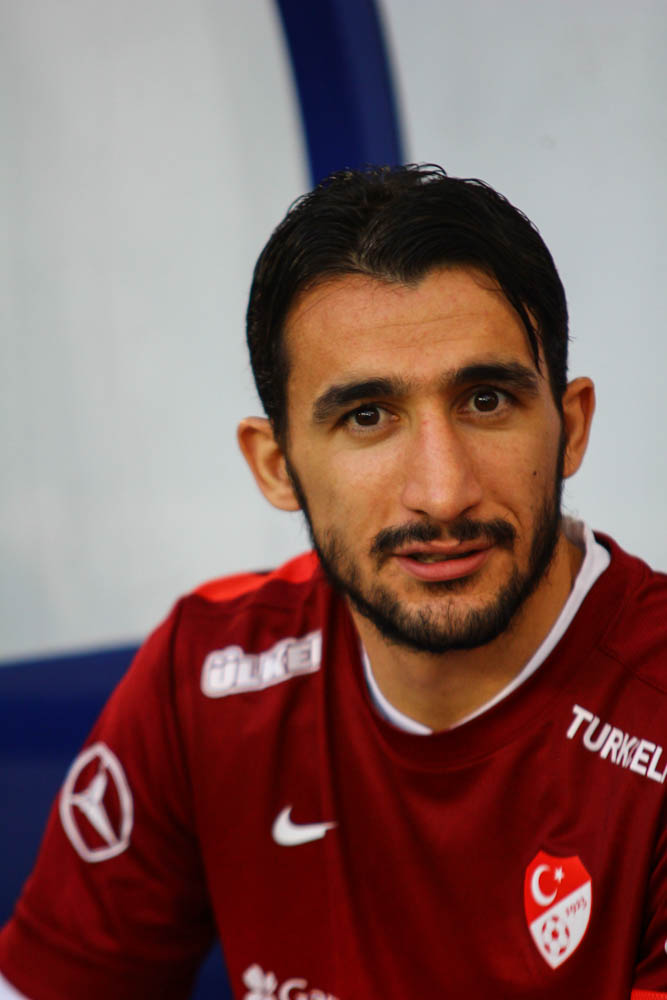
محمد توبال

محمد توبال، من مواليد 3 مارس 1986 في مالاتيا في تركيا، وهو لاعب كرة قدم تركي، وهو يشغل مركز الوسط الدفاعي بدء اللعب مع نادي غلطة سراي منذ عام 2006.. يلعب حاليا لفالنسيا في الدوري الأسباني. اللقب المشهور به هو Örümcek ،أي العنكبوت، بدأ اللعب مع منتخب تركيا لكرة القدم في عام 2008. توبال كان ضمن تشكيلة منتخب تركيا التي وصلت إلى الدور نصف النهائي من نهائيات كأس الأمم الأوروبية.
نادي الحالي : [ فالنسيا ]
الاسم الكامل : [ محمد توبال ].
الجنسية : [ تركي ]
تاريــخ الازدياد : [ 3 مارس 1986 ]
مــكان الازدياد : [مالاتيا ]
المركز : [ الوسط الدفاعي ]

## مع غلطة سراي
نجم الوسط الدولي توبال انتقل في بداية مشواره لغلطة سراي في عام 2006 ولمدة خمسة أعوام مقبلة قادماً من الدردنيل سبور، فريق الدرجة
الثانية التركية انذاك..ولعب بشكل متقطع في أول موسم له مع الغلط، ما جعل ظهوره ليس بالقوي.. وقد كان وقع لغلطة سراي مع جونيتشي
ايناموتو.
و بسبب اصابة اللاعب السويدي الدولي توبياس ليندروث، أخذ توبال فرصته لإقناع المدرب وحقق نجاحا كبيرا مع الجمهور. وأصبح الخيار
الأول في وسط الميدان، نظرا لاستمرار إصابة زميله. توبال كان في غاية الامتنان لمساعدة السويدي له، قائلا : "لقد ساعدني ووجهني، وقال
لي عن المناطق التي يجب أن اتواجد بها في الملعب وكيفية - تحسين القيام بذلك، وللأسف، حصلت على فرصتي من خلال اصابته ولكن أريد له أن
يسترد في أقصر وقت ممكن عافيته. "
في نيسان 2008 مدد عقده مع غلطة سراي لمدة خمس سنوات، وكان من المقرر أن تنتهي مايو 2013 لكنه انتقل إلى فالنسيا .. في نهاية
موسم 2007-08، فاز ب لقب ليج السوبر التركي مع غلطة سراي التركي، ونودي عليه ل نهائيات كأس الأمم الأوروبية لعام 2008 مع
منتخب تركيا.
في صيف 2008 ، كانت هناك شائعات أن توبال يريد الانتقال إلى ايفرتون في الدوري الممتاز، لكن طلب النادي الإنجليزي قوبل بالرفض نظرا
لتشبت النادي باللاعب.. تبال غاب عن الملاعب في بداية موسم 2009-10 يغيب بسبب الإصابة.. وكانت أصوع لحظاته الكروية.

## الحلم تحقق
وأخيرا تحقق حلم لنجم التركي بالانتقال إلى إسبانيا وبالضبط إلى فالنسيا أحد الفرق التي ستشارك في دور الأبطال.. في صفقة بلغت 5 ملايين يورو
وأعلن كذلك أن النجم توبال قد دفع من جيبه الخاص مبلغ وقدره نصف مليون يورو لإتمام الصفقة رغبةً منه في خوض تجربة احتراف في أقوى دواري
العالم.
انتقال توبال إلى اللعب في الليجا الأسبانية يأتي امتداد لنجاح الاتراك أمثال نهاد قهوجي مع سوسيداد أو فياريال وكذلك روشتو رجب الحارس التركي
المتألق الذي لم يحظَ بموسم رائع مع البارسا.

## ألــقــابــه وإنـجـازاتـه
* غلطة سراي التركي

الدوري التركي : (2007-08)
كأس السوبر التركي : (2008)

* مع منتخب تركيا

كأس الأمم الأوروبية 2008 : نصف النهائي

## روابط خارجية
- محمد توبال على موقع الاتحاد الدولي (مؤرشف)  (الإنجليزية)
- محمد توبال على موقع الاتحاد الأوربي (الإنجليزية)
- محمد توبال على موقع اتحاد تركيا (لاعب) (الإنجليزية)
- محمد توبال على موقع إي إس بي إن إف سي (الإنجليزية)
- محمد توبال على موقع قاعدة بيانات كرة القدم.إي يو (الإنجليزية)
- محمد توبال على موقع ليكيب (الفرنسية)
- محمد توبال على موقع ناشيونال فوتبول تيمز (الإنجليزية)
- محمد توبال على موقع Soccerbase.com (لاعب) (الإنجليزية)
- محمد توبال على موقع Soccerway.com (الإنجليزية)
- محمد توبال على موقع عالم كرة القدم.نت (الإنجليزية)